# Flisa Keramik

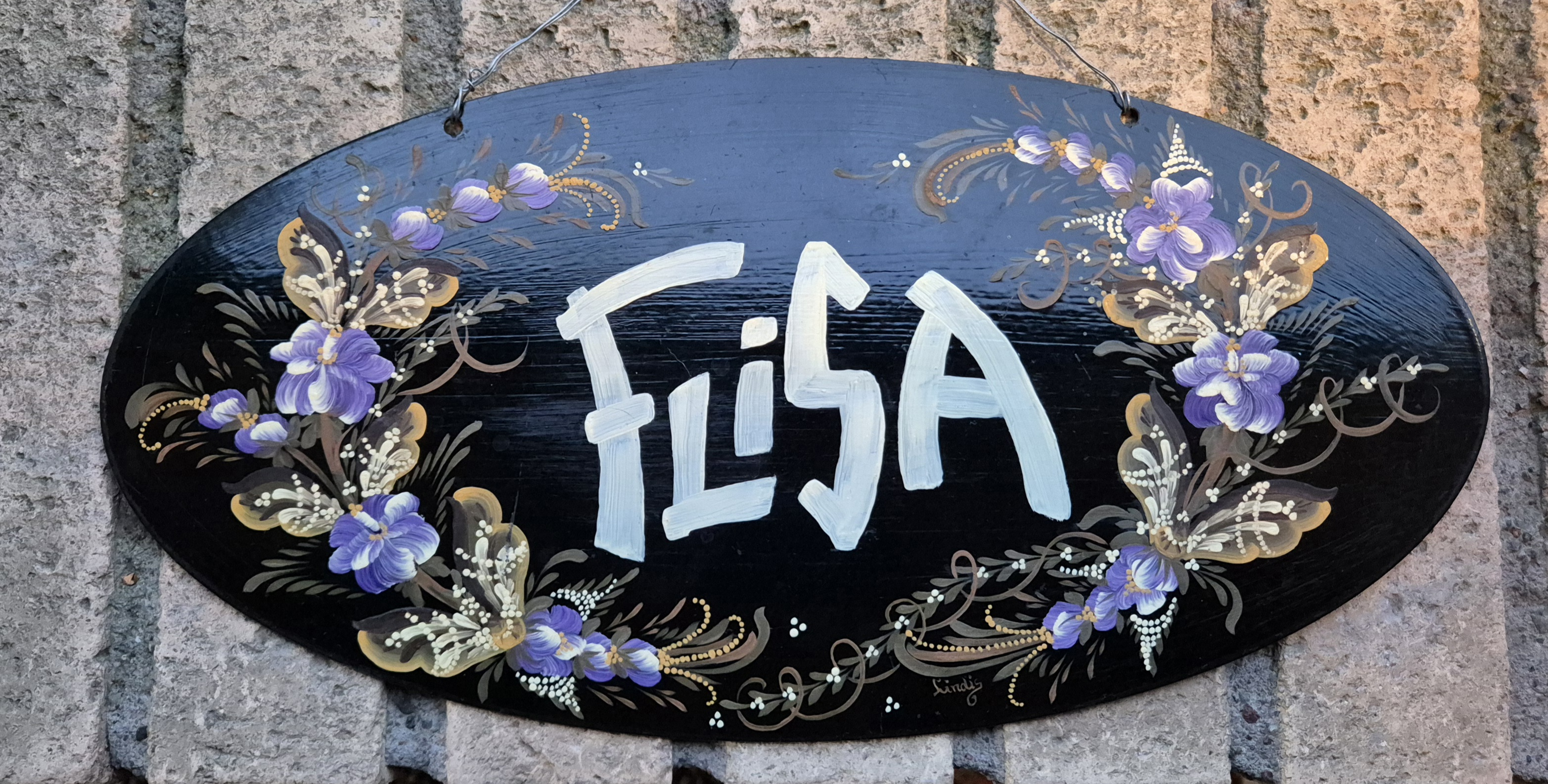
Skylt som använts av Flisa Keramik i samband med hantverksmässor mm.

Flisa Keramik är ett svenskt keramikföretag grundat i Täby av makarna Liisa Forsström (senare Liisa Feldt Forsström) och Torsten Forsström 1984 och verksamt fram till Liisas död 2009. Liisa var konsthantverkaren i bolaget och Torsten hjälpte till i verkstaden med bränning och gjutning av stommar, och med försäljning. Även sonen Fredrik bidrog med formgivning av produkter som Liisa senare tillverkade. 
Namnet “Flisa” är en ordlek och kan stå för “Forsström Liisa”, “Fredrik och Liisa” (formgivarna/keramikerna), lite mer långsökt “Torsten & Flisa” efter Sten och Flisa ur berättelsen om “Barna Hedenhös”, eller helt enkelt att flisor är det som blir kvar om keramik går sönder.

## Historia
Efter att ha varit verksam som keramiker och hållit keramikkurser sedan 1979 skalades verksamheten i Täby-villan upp och gick från hobby till företag. Flisa Keramik representerades flitigt på bland annat hantverksmässor runt om i framförallt Sverige och var ett återkommande inslag varje sommar som utställare på Klockargården i Tällberg och på hantverksmässan i Hjo. 
I slutet av 1980-talet sattes utställningen “Tre generationer” upp i Liisas födelseord Karis (Finland). På utställningen presenterades verk av Liisa, Liisas mor Laura Ahlblad (oljemåleri) och sonen Fredrik (keramik). 
På den första Vattenfestivalen 1991 i Stockholm deltog Flisa Kermik som enda utställande konsthantverkare och småföretagare. 
I takt med att sommarboendet i Yxsjöberg (Ljusnarsbergs kommun) gick över till permanentboende flyttades verksamheten dit från Täby år 2000. 
Sista aktiva säsongen för Flisa Keramik blev vintern 2008-2009, då Liisa avled hösten 2009 efter en tids sjukdom. 

## Produktion
Största delen av produktionen är gjord i stengods, men även porslin och lergods användes. Användandet av stengods möjliggjorde att lämna även bruksföremål oglaserade eller delvis glaserade. Att bara glasera delar av föremålen är ett återkommande kännetecken i produktionen. 

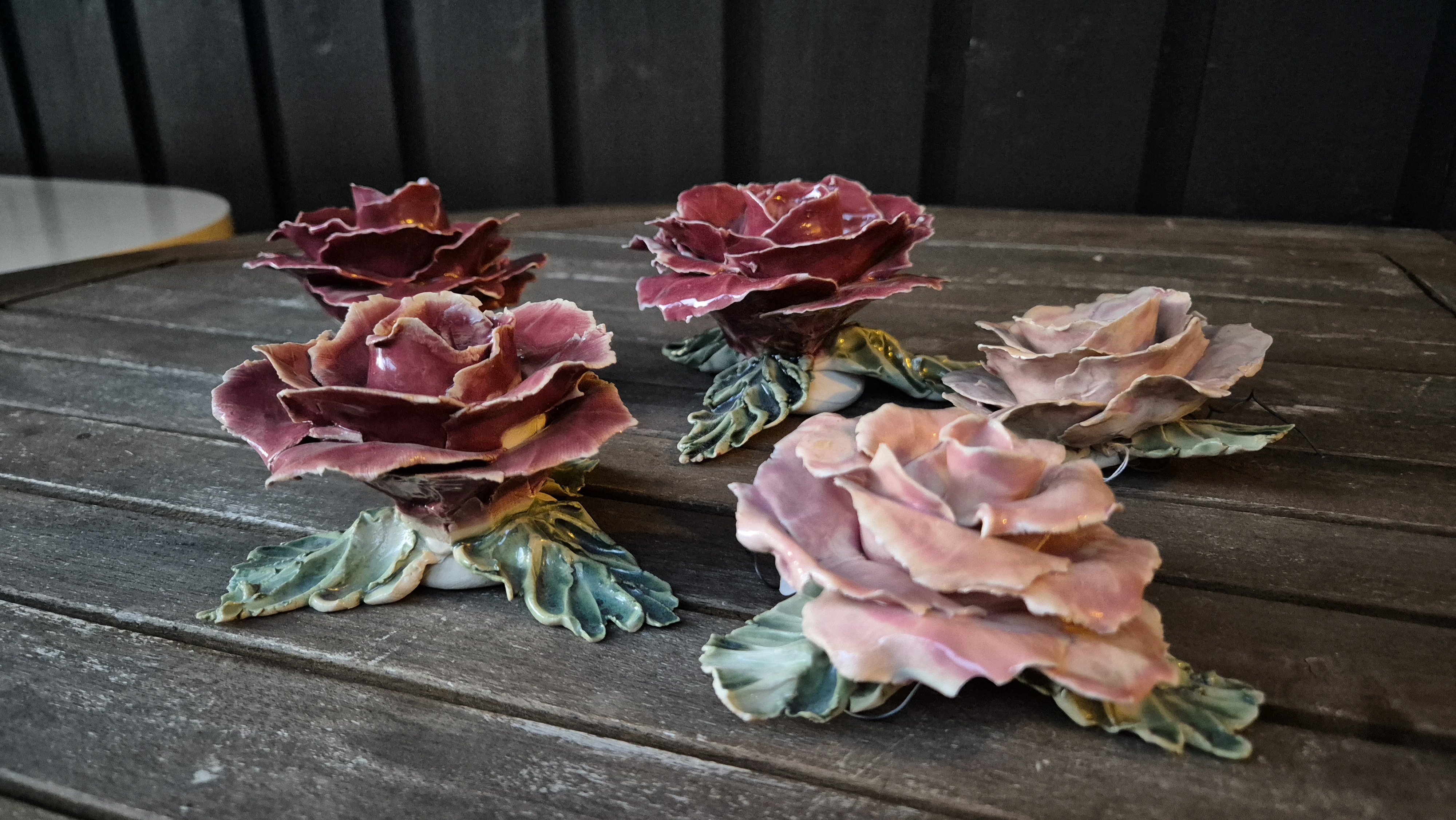
Typiska rosor från Flisa Keramik

Liisas specialitet var att forma blommor och speciellt rosor. Bland hennes mest tillverkade och populäraste föremål återfinns just delvis glaserade fönsterlampor och väggklockor dekorerade med blommor.

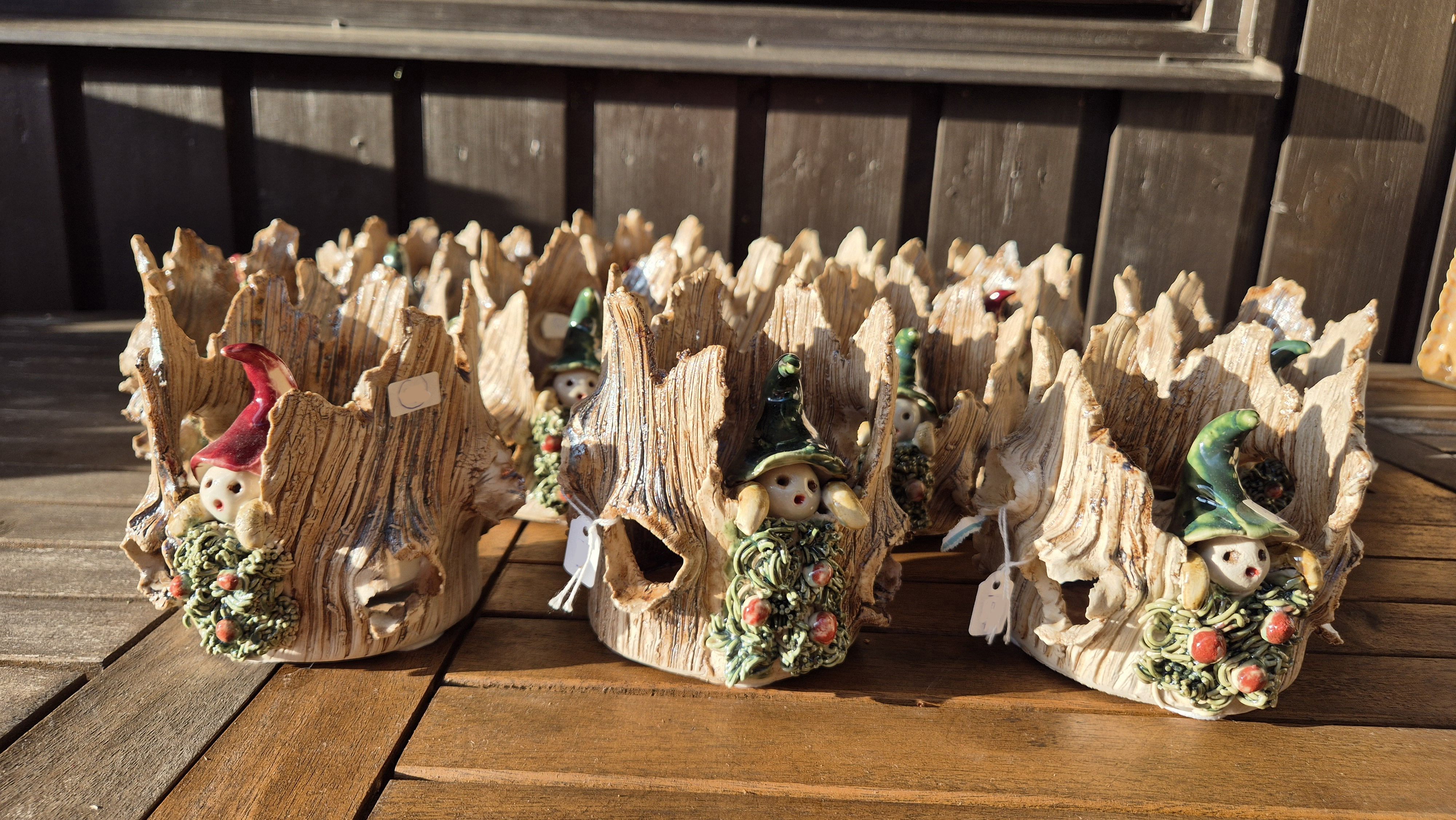
Exempel på hur järnoxid använts för att skapa illusionen av gammalt torrt trä.

En annan återkommande teknik i produktionen var att använda järn- eller manganoxid i stället för glasyr för att få fram en läder-, trä-, eller säckvävsliknande effekt på föremålen.

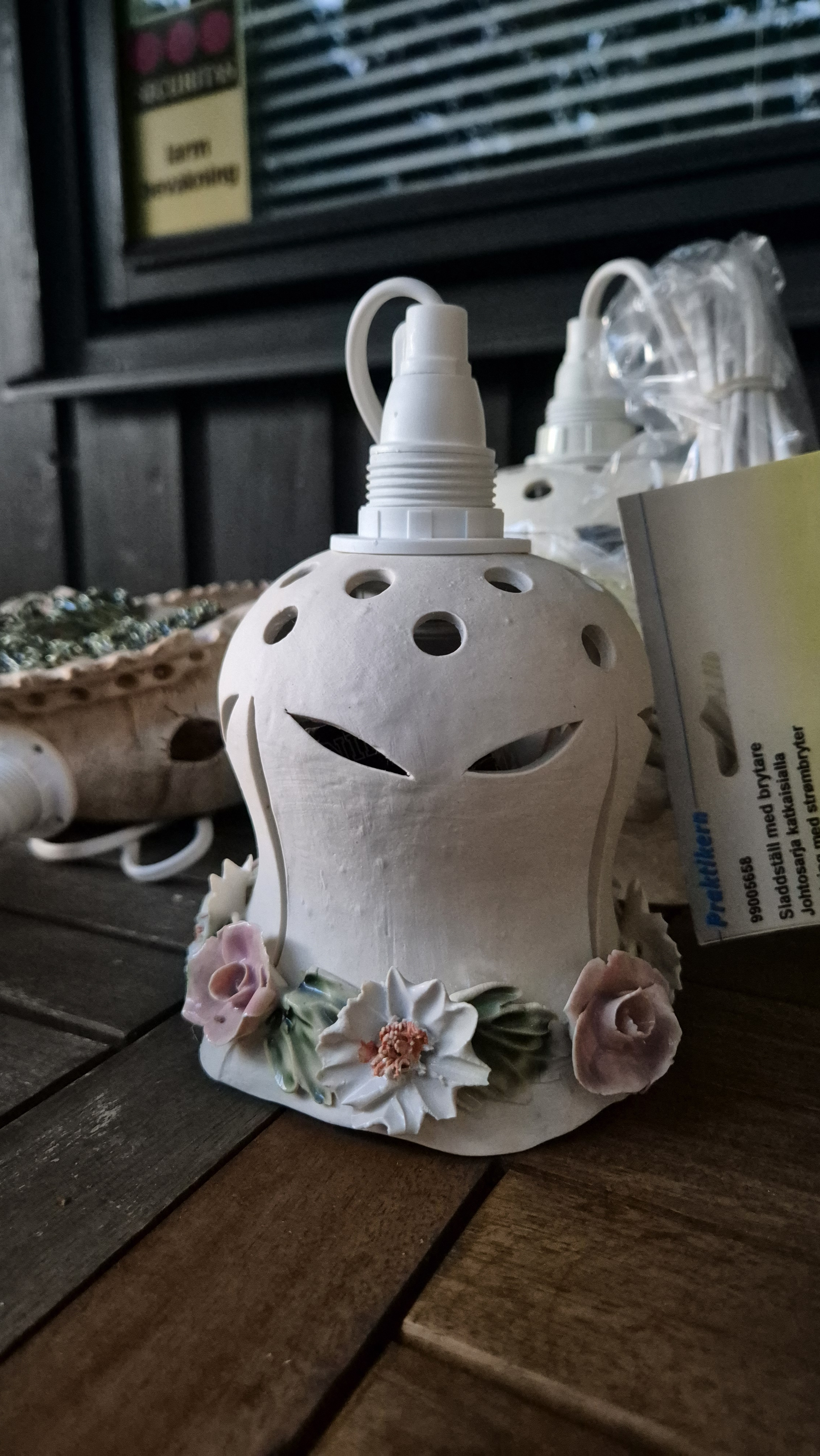
Typisk produkt från Flisa Keramik: En oglaserad gjuten stomme i stengods, dekorerad med Liisas typiska blommor.

Av kapacitetsskäl kom bland annat stommar till fönsterlampor att gjutas i stället för att drejas. Även vissa inköpta gjutformar användes mot slutet för att öka produktionen. 
Under senare delen av sin verksamma period experimenterades även en del med att göra smycken i glas. 

## Märkningar, signaturer och koder
Redan 1981 infördes en kodsystem för att datera verken som tillverkades: en årsbokstav (A=1981, B=1982 osv) följt av en löpnummer. Kodsystemet upphörde år 2000, efter det finns ingen datering på verken.

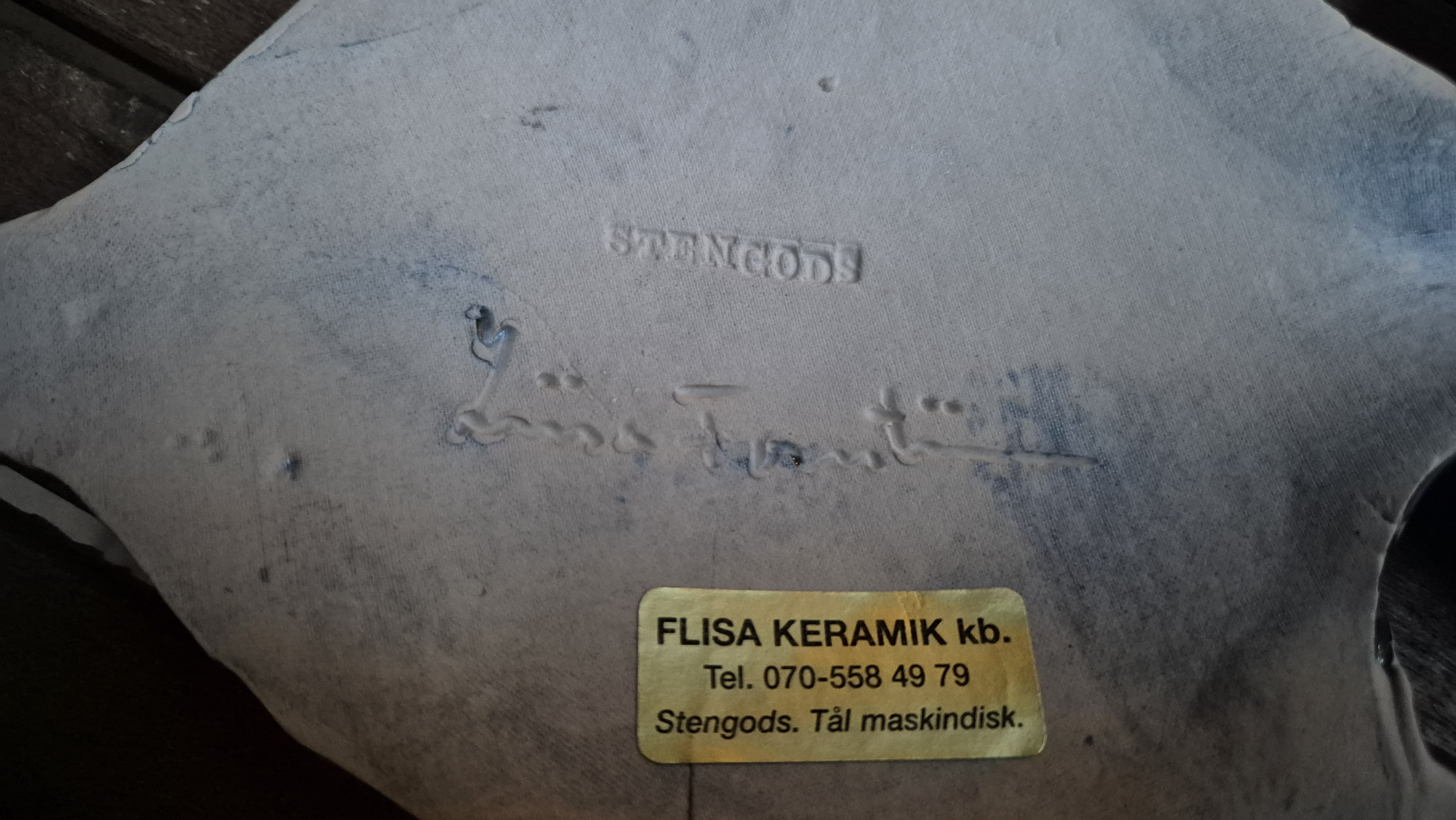
Typisk märkning av gods från Flisa Keramik: Stämpeln "Stengods", signaturen "Liisa Forsström", och en klistrad etikett

Verken av Liisa signerades “Liisa Forsström”, “LF”, eller “Flisa”. “Flisa” användes oftast på verk som gjutits i inköpta formar, men glaserats och dekorerats av Liisa.  Vissa mindre föremål är osignerade.
Verk av Fredrik signerades “Fredrik”. Ett enda föremål (den så kallade “Du-skålen”, en stor bägare med dubbla handtag) tillverkades helt av Torsten och signerades “Totte of Sweden”.
Verk tillverkade i stengods stämplades oftast “STENGODS”.